# مومیایی (فیلم، ۱۹۶۹)
مومیایی (انگلیسی: The Night of Counting the Years) فیلمی در ژانر درام به کارگردانی شادی عبدالسلام است که در سال ۱۹۶۹ منتشر شد. از بازیگران آن می‌توان به نادیا لطفی اشاره کرد.